# Bill Dixon
William Robert „Bill“ Dixon (* 5. Oktober 1925 in Nantucket, Massachusetts; † 16. Juni 2010 in North Bennington, Bennington, Vermont) war ein US-amerikanischer Trompeter und Pianist des freien und des Modern Creative Jazz.

## Wirken
Im Alter von 18 Jahren erlernte Dixon das Trompetenspiel. 1958 gab er einen Lehrauftrag für Musik auf, um bei der UNO die „United Nations Jazz Society“ zu leiten. Eine erfolgreiche Europatournee mit Archie Shepp begeisterte ihn für den Free Jazz; mit Shepp war er Co-Leader der kurzlebigen Formation „The New York Contemporary Five“.
1964 initiierte er eine Konzertreihe im Cellar Café in New York, die unter dem spektakulären Titel October Revolution in Jazz stattfand. Im Anschluss gründete er die „Jazz Composers Guild“ mit Shepp, Sun Ra, Cecil Taylor, Paul Bley, Roswell Rudd, Michael Mantler und Burton Greene, die sich verpflichtete, über ihre Konzerte und Platten im Kollektiv zu entscheiden und dies nicht fremdbestimmt Managern von Schallplattenfirmen zu überlassen. Zwischen 1966 und 1968 arbeitete er intensiv mit der Tänzerin Judith Dunn und trat in gemeinsamen Musik-Tanz-Performances auf; auch arbeitete er mit Marc Levin, Robin Kenyatta und Bob Pozar. 1967 gründete Dixon das Free Conservatory of the University of the Streets, in dem der Versuch unternommen wurde, in den afroamerikanischen Wohnvierteln den Menschen den freien Jazz nahezubringen.
Ab 1968 gehörte Dixon zum Lehrkörper des Bennington College in Bennington, wo er bis 1995 blieb. Dort richtete er 1973 das von ihm geleitete „Black Music Department“ ein. 1971 und 1972 war Dixon Gastprofessor an der University of Wisconsin. Von 1970 bis 1976 nahm Dixon etliche Stücke auf, die aber noch nicht auf Tonträgern erscheinen sollten. Erst 1980 veröffentlichte er wieder Tonträger. Diese Platten dokumentieren die Entwicklung seines Solospieles, aber auch Projekte, die er in verschiedenen Formationen mit seinen Studenten durchführte. 1976 erfolgte auch eine Zusammenarbeit mit Franz Koglmann, der Dixon verehrt. Auf der selbst produzierten 6CD-Box Odyssey hat Dixon Aufnahmen von 1970 bis 1992 zusammengeführt. Über Cecil Taylor lernte er Tony Oxley kennen und war Mitglied seines „Celebration Orchestra“, das 1994 auf dem JazzFest Berlin auftrat; 2002 spielten die drei Musiker bei den Donaueschinger Musiktagen.
Dixon erforschte systematisch die Klangmöglichkeiten, die die Trompete jenseits des europäisch-überkommenen Klangideals, aber auch des romantischen Sounds des West-Coast-Jazz bietet. Er hat in langjährigem Training eine Zungentechnik entwickelt, mit der er „den zu erzeugenden Ton mit viel Luft anreichert, so dass man nicht nur den Ton selbst, sondern immer auch den Atem, der ihn trägt, hören kann.“ Als Komponist zeugen insbesondere seine Stücke für Solo-Trompete mit ihrer mosaikartigen, ökonomischen Konzentration auf das Wesentliche von der Auseinandersetzung mit der Musik Anton Weberns.
Dixon trat auch als Maler abstrakter Bilder in Erscheinung.

## Auszeichnungen
Das französische Jazz Magazine würdigte ihn 1976 als Musiker des Jahres. Seine Platten von 1980 wurden mit dem italienischen Giancarlo Testoni Award ausgezeichnet. 1984 erhielt er den BMI Jazz Pioneer Award. Seit 1988 ist er gewähltes Mitglied der Vermont Academy of Arts and Sciences. Sein Album Intents and Purposes von 1967 wurde 1998 in die Liste “100 Records That Set the World on Fire (While No One Was Listening)” von The Wire aufgenommen.

## Diskographie (Auswahl)
- Bill Dixon in Italy (Soul Note, 1980) mit Alan Silva, Freddie Waits, Arthur Brooks
- November 1981 (Soul Note, 1981) mit Silva, Lawrence Cook
- Thoughts (Soul Note, 1985) mit Peter Kowald
- Son of Sisyphus (Soul Note, 1988)
- Berlin Abbozzi (Free Music Production, 1999) mit Matthias Bauer, Klaus Koch, Tony Oxley
- 17 Musicians in Search of a Sound: Darfur (AUM Fidelity, 2008)
- Bill Dixon with Exploding Star Orchestra (Thrill Jockey, 2008)
- Tapestries for Small Orchestra (Firehouse Records, 2009)
- Intents And Purposes (Int. Phonograph, 2011)
- Envoi (Victo, 2011)